# Laura Dimithé
Laura Dimithé, née le 8 juin 1992, est une joueuse camerounaise de basket-ball évoluant au poste de pivot.

## Carrière
Elle participe au Championnat d'Afrique féminin de basket-ball 2019, l'équipe du Cameroun terminant à la dixième place.
Elle évolue en club à l'UBCU Alençon.